# Peterson Peçanha
Peterson dos Santos Peçanha, noto semplicemente come Peterson Peçanha (Rio de Janeiro, 11 gennaio 1980), è un ex calciatore brasiliano, di ruolo portiere.